# Sara Louisa Blomfield
Sara Louisa, Lady Blomfield (geborene Sara Louisa Ryan, * 1859 in Irland; † 31. Dezember 1939 in London Borough of Camden, Vereinigtes Königreich) war die erste englische Bahai, die erste Bahai von Irland und die Autorin des Werkes The Chosen Highway.

## Leben
Sie war die zweite Frau des bekannten Architekten Sir Arthur William Blomfield (1829–1899).
In Paris lernte sie den Bahai-Glauben kennen, den sie 1907 annahm. 1911 war sie die Gastgeberin von Abdu’l Baha in London. Sie folgte ihm nach Paris und zeichnete dort zusammen mit ihren beiden Töchtern Mary Esther und Rose Ellinor sowie einer Freundin seine Ansprachen auf und übersetzten sie auf seine Bitte hin ins Englische. Diese Ansprachen wurden als Paris Talks veröffentlicht und später in zahlreiche Sprachen übersetzt. Im Deutschen werden sie als Ansprachen in Paris verlegt. 1913 war sie erneut die Gastgeberin von Abdu’l Baha in London. Als Anerkennung gab er ihr den persischen Namen „Sitárih Khánum“, wobei Sitárih Stern und Khanum Lady bedeutet.
Während des Ersten Weltkrieges half sie in verschiedenen Krankenhäusern.
In Genf gründete sie ein Bahai-Zentrum und verbreitete den Glauben bei den Gründern des Völkerbundes. Sie unterstützte die Organisation Save the Children von der Gründung (1919) bis zu ihrem Tod. Hauptsächlich durch Lady Blomfield nahm der Völkerbund 1924 die Genfer Erklärung der Kinderrechte dieser Organisation an.
Sie half Shoghi Effendi, als er in Oxford studierte, und begleitete ihn zurück nach Haifa, als er die Nachricht vom Tod Abdu’l Bahas am 28. November 1921 erhielt. Zusammen mit Shoghi Effendi schrieb sie die Broschüre The Passing of Abdu'l Baha, von der auch eine deutsche Übersetzung veröffentlicht wurde. Außerdem sammelte sie dort Informationen für ihr Buch The Chosen Highway.
Ihre Freunde im britischen Parlament rief sie dazu auf, die verfolgten Bahai in Persien zu verteidigen.
Zusätzlich zu all diesen Aktivitäten diente sie im Örtlichen Geistigen Rat von London und im Nationalen Geistigen Rat der Britischen Inseln.
Shoghi Effendi lud Lady Blomfield 1930 nach Haifa ein, um die rumänische Königin Marie dort willkommen zu heißen. Der Reiseplan der Königin wurde jedoch durch ihre Ratgeber kurzfristig geändert.
Lady Blomfields Buch The Chosen Highway enthält mündliche Chroniken von der Schwester, der Frau und der Tochter Abdu’l Bahas sowie von Mirza Asadu’llah Kashani, Sakinih-Sultan Khanum und Siyyid Ali Yazdi. Außerdem wird hauptsächlich der Aufenthalt von Abdu’l Baha in London beschrieben. Das Buch beendete sie am Vorabend ihres Todes. Hasan Balyuzi schrieb das Vorwort zu diesem Werk, das 1940 im Publishing Trust veröffentlicht wurde.
Lady Blomfield wurde auf dem Hampstead Municipal Cemetery begraben. 1950 wurde ihre Tochter Mary Esther Hall im gleichen Grab beerdigt.

## Werke
- Sara Louisa Blomfield: The Chosen Highway. Bahai Publishing Trust, London 1940.
- Sara Louisa Blomfield: The Chosen Highway. Hrsg.: George Ronald. Oxford, ISBN 0-85398-509-X (Online).
- Sara Louisa Blomfield: The Passing of 'Abdu'l-Bahá. Hrsg.: Shoghi Effendi. 1922.
- Sara Louisa Blomfield: Das Hinscheiden 'Abdu'l-Bahás. Hrsg.: Shoghi Effendi. Verlag des deutschen Bahai-Bundes, Stuttgart 1925.
- Sara Louisa Blomfield (Hrsg.): ‘Abdu’l-Bahá in London. Bahá’í-Verlag, Hofheim a.Ts. 2011.